# Герб Береговского района
Герб Береговского района (укр. Герб Берегівського району) — официальный символ Береговского района Закарпатской области Украины. Утверждён решением сессии районного совета 28 октября 2002 года.

## Описание
Герб представляет собой польский щит с золотым окаймленням, пересеченный и рассеченный серебряным прямым крестом на четыре части. В верхнем правом синем поле находится золотая гроздь винограда между двумя зелеными листьями. В верхнем левом красном — три зеленые дубовые листья с двумя золотыми желудями. В правом нижнем красном — чёрный медведь, держащий в лапах золотой щит . В нижнем левом синем — две серебряные рыбы одна над другой.
Под щитом находится синюю ленту с надписью на украинском и венгерском языках «Берегівський район» и даты «1945» и «2002».